# Огуни (Кумамото)
Огуни (яп. 小国町 Огуни-мати) — посёлок в Японии, находящийся в уезде Асо префектуры Кумамото. Площадь посёлка составляет 136,96 км², население — 7313 человек (1 августа 2014), плотность населения — 53,40 чел./км².

## Географическое положение
Посёлок расположен на острове Кюсю в префектуре Кумамото региона Кюсю. С ним граничат город Хита и посёлки Минамиогуни, Кусу, Коконоэ.

## Население
Население посёлка составляет 7313 человек (1 августа 2014), а плотность — 53,40 чел./км². Изменение численности населения с 1980 по 2005 годы:
| 1980 | 10 813 чел. |  |
| 1985 | 10 464 чел. |  |
| 1990 | 9854 чел.   |  |
| 1995 | 9413 чел.   |  |
| 2000 | 8954 чел.   |  |
| 2005 | 8621 чел.   |  |

## Символика
Деревом посёлка считается криптомерия, цветком — Calanthea discolor, птицей — Parus varius.